# Dusona major
Dusona major là một loài tò vò trong họ Ichneumonidae.